# Шевченко (Миколаївський район)
Шевче́нко — село в Україні, у Чорноморській сільській громаді Миколаївського району Миколаївської області. Населення становить 157 осіб. Колишній орган місцевого самоврядування — Кам'янська сільська рада.

## Населення

### Мова
Розподіл населення за рідною мовою за даними перепису 2001 року:
| Мова            | Кількість | Відсоток |
| --------------- | --------- | -------- |
| українська      | 144       | 91.72%   |
| російська       | 5         | 3.18%    |
| румунська       | 5         | 3.18%    |
| гагаузька       | 2         | 1.27%    |
| інші/не вказали | 1         | 0.65%    |
| Усього          | 157       | 100%     |